# Dieudonné-Planke
Die Dieudonné-Planke ist ein auf den Mathematiker Jean Dieudonné zurückgehender spezieller topologischer Raum. Sie ist ein Beispiel für einen metakompakten aber nicht abzählbar parakompakten Raum.

## Konstruktion des Raums

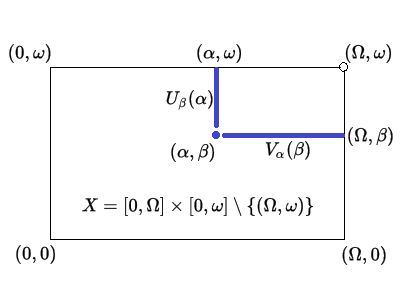
Die Basismengen der Dieudonné-Planke

Es seien {\displaystyle \omega } die erste unendliche und {\displaystyle \Omega } die erste überabzählbare Ordinalzahl sowie {\displaystyle [0,\omega ]} und {\displaystyle [0,\Omega ]} die entsprechenden Intervalle von Ordinalzahlen.
Als Grundmenge dient {\displaystyle X=[0,\Omega ]\times [0,\omega ]\setminus \{(\Omega ,\omega )\}} das Produkt der Intervalle ohne den „rechten, oberen Eckpunkt“.
Auf {\displaystyle X} wird eine Topologie erklärt, indem für alle Ordinalzahlen {\displaystyle 0\leq \alpha <\Omega } sowie {\displaystyle 0\leq \beta <\omega }
die folgenden Mengen als offene Mengen festgelegt werden:
- die Einpunktmengen {\displaystyle \{(\alpha ,\beta )\}},
- {\displaystyle U_{\beta }(\alpha )=\{(\alpha ,\gamma )\mid \beta <\gamma \leq \omega \}=\{\alpha \}\times (\beta ,\omega ]},
- {\displaystyle V_{\alpha }(\beta )=\{(\gamma ,\beta )\mid \alpha <\gamma \leq \Omega \}=(\alpha ,\Omega ]\times \{\beta \}}.

Der durch diese Basis definierte topologische Raum heißt die Dieudonné-Planke.
Die unterliegende Menge {\displaystyle X} ist dieselbe wie bei der Tichonow-Planke, aber die Topologie der Dieudonné-Planke ist feiner.

## Eigenschaften

### Die Dieudonné-Planke ist ein Hausdorffraum
Eine einfache Inspektion der offenen Basismengen zeigt, dass {\displaystyle X} ein Hausdorffraum ist. Es handelt sich sogar um einen vollständig regulären Raum, der aber nicht normal ist.

### Die Dieudonné-Planke ist metakompakt
Die Dieudonné-Planke ist metakompakt, denn zu jeder offenen Überdeckung findet man eine punktendliche Verfeinerung, indem man zu jedem Punkt eine Basismenge, die auch in einer diesen Punkt enthaltenden Überdeckungsmenge liegt, wählt. Da jeder Punkt in höchstens drei verschiedenen Basismengen liegen kann, ist diese Verfeinerung tatsächlich punktendlich.

### Die Dieudonné-Planke ist nicht abzählbar parakompakt
Die Dieudonné-Planke ist nicht parakompakt, da sie nicht einmal normal ist. Sie könnte aber abzählbar parakompakt sein. Wir zeigen, dass auch dies nicht der Fall ist.
Die Mengen
- {\displaystyle U_{-1}:=X\setminus \{(\Omega ,n)|0\leq n<\omega \}}
- {\displaystyle U_{n}:=V_{0}(n),\quad n=0,1,2,3,\ldots }

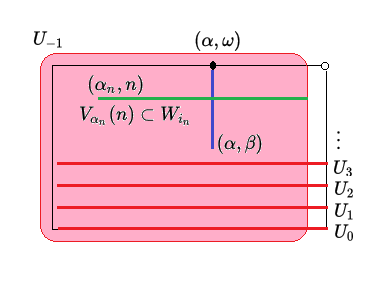

bilden eine abzählbare offene Überdeckung {\displaystyle {\mathcal {U}}} von {\displaystyle X}.
Sie besitzt keine lokalendliche Verfeinerung, denn ist {\displaystyle {\mathcal {W}}=(W_{i})_{i\in I}} eine offene Verfeinerung, so kann man zu jedem {\displaystyle 0\leq n<\omega } ein {\displaystyle i_{n}} finden mit {\displaystyle (\Omega ,n)\in W_{i_{n}}} und diese Menge muss in einer der Mengen aus {\displaystyle {\mathcal {U}}} liegen, denn es handelt sich um eine Verfeinerung.
Da {\displaystyle U_{n}} aber als einzige dieser Mengen {\displaystyle (\Omega ,n)} enthält, muss es sich um {\displaystyle U_{n}} handeln. Weil {\displaystyle W_{i_{n}}} auch offen ist, muss es nach Definition der Topologie ein {\displaystyle 0\leq \alpha _{n}<\Omega } geben mit {\displaystyle V_{\alpha _{n}}(n)\subset W_{i_{n}}\subset U_{n}}.
Weil {\displaystyle \textstyle \alpha :=\sup _{0\leq n<\omega }\alpha _{n}} als abzählbare Vereinigung abzählbarer Mengen wieder abzählbar ist, folgt {\displaystyle \alpha <\Omega }. An dieser Stelle wird ganz wesentlich die Wahl von {\displaystyle \Omega } als kleinste überabzählbare Ordinalzahl verwendet.
Ist nun {\displaystyle U} irgendeine Umgebung von {\displaystyle (\alpha ,\omega )}, so gibt es {\displaystyle 0\leq \beta <\omega } mit {\displaystyle U_{\beta }(\alpha )\subset U}, und daraus folgt {\displaystyle U\cap W_{i_{n}}\not =\emptyset } für alle {\displaystyle n\geq \beta }. Also schneidet jede Umgebung von {\displaystyle (\alpha ,\omega )} unendlich viele der {\displaystyle W_{i}}, das heißt {\displaystyle {\mathcal {W}}} ist nicht lokalendlich. Daher ist {\displaystyle {\mathcal {U}}} eine abzählbare, offene Überdeckung, die keine lokalendliche, offene Verfeinerung besitzt, das heißt {\displaystyle X} ist nicht abzählbar parakompakt.